# Bulbophyllum patella
Bulbophyllum patella är en orkidéart som beskrevs av Jaap J. Vermeulen. Bulbophyllum patella ingår i släktet Bulbophyllum och familjen orkidéer. Inga underarter finns listade i Catalogue of Life.